# Ужим
Ужи́м (рос. Ужим) — річка в Кіровській області (Кільмезький район), Росія, права притока річки Зеквай.
Довжина річки становить 26 км. Бере початок на східній околиці присілку Бураші, впадає до Зекваю навпроти присілку Іванково. Річка протікає на північний схід, в нижній течії повертає на північ і знову на північний схід. Через річку збудовано декілька автомобільних мостів. Створено ставки.
Над річкою розташовані присілки Кільмезького району — Малиші, Жирново, Фоміно, Кривоглазово та Яшкіно.